# Papa Teodoro I
O Papa Teodoro I (em grego: Theódoros) foi o 73º Papa, eleito em 24 de Novembro de 642. Seu pontificado acabou com sua morte em 14 de Maio de 649.
Nascido em Jerusalém, era de origem grega. Era filho de um bispo também chamado Teodoro.
Agregou ao nome de "Pontífice" o título de "Soberano" e reorganizou a jurisdição interna do clero. Durante os seus sete anos de governo, combateu os hereges monotelitas, tendo assinado a condenação de dois patriarcas de Constantinopla (Paulo II e Pirro I) e reprovado a Ectese de Heráclio. Soube se cercar de homens eminentes e muito cultos. Teve desavenças com o imperador e no meio dessas controvérsias, há suspeitas de que tenha sido envenenado. Conseguiu converter muitos gregos impenitentes que negavam a natureza divina de Jesus, dizendo que Jesus era o filho adotivo de Deus, não sendo por isso digno de culto.
Está sepultado na Basílica de S. Pedro.